# Теняково
Теняково — деревня в Ступинском районе Московской области в составе Семёновского сельского поселения (до 2006 года входила в Семёновский сельский округ). На 2015 год Теняково, фактически, дачный посёлок: при 8 жителях в деревне 5 улиц и 1 тупик, рядом с деревней находится детский лагерь «Чайка». Впервые в исторических документах Тиняково упоминается в 1627 году. В 1903 году была построена деревянная часовня со звонницей, до наших дней не сохранилась.

## Население
| 2002 | 2006 | 2010 |
| ---- | ---- | ---- |
| 9    | →9   | ↘8   |

Теняково расположено на западе района, на правом берегу реки Лопасня), высота центра деревни над уровнем моря — 145 м. Ближайшие населённые пункты: Бекетово — примерно в 0,7 км на юг, Кравцово в 1,2 км на северо-восток и Семёновское — около 1,5 км на север.